# Ernesto Monaci
Ernesto Monaci, född den 20 februari 1844 i Soriano nel Cimino, död den 1 maj 1918 i Rom, var en italiensk romanist. 
Monaci blev 1877 professor i de romanska språkens och litteraturernas jämförande historia vid Roms universitet. Han deltog i stiftandet av Istituto storico Italiano (1883) och upprättandet av publikationerna Fonti per la storia d'Italia, Studj di filologia romanza (1885–1903) och Studj romanzi (1903 ff.). Monaci var mycket verksam som utgivare och forskare i Italiens historia, litteratur- och kulturhistoria. Han författade många, delvis epokgörande, arbeten, framförallt i italiensk filologi, bland vilka Uffizi drammatici dei disciplinati dell'Umbria (1874) och Crestomazia italiana dei primi secoli (1889–1912). Han utgav 1872–1875 Rivista di filologia romanza, 1878–1883 Giornale di filologia romanza och stiftade 1901 Società filologica romana. Monaci, vilken även som lärare utövade mycket stort inflytande, är framförallt berömd för sina forskningar rörande Italiens medeltidslitteratur, men han var även verksam på många andra av den romanska filologins områden. Han räknades som en av sin tids främsta italienska filologer.